# Heiligegeiststraße 28 (Quedlinburg)

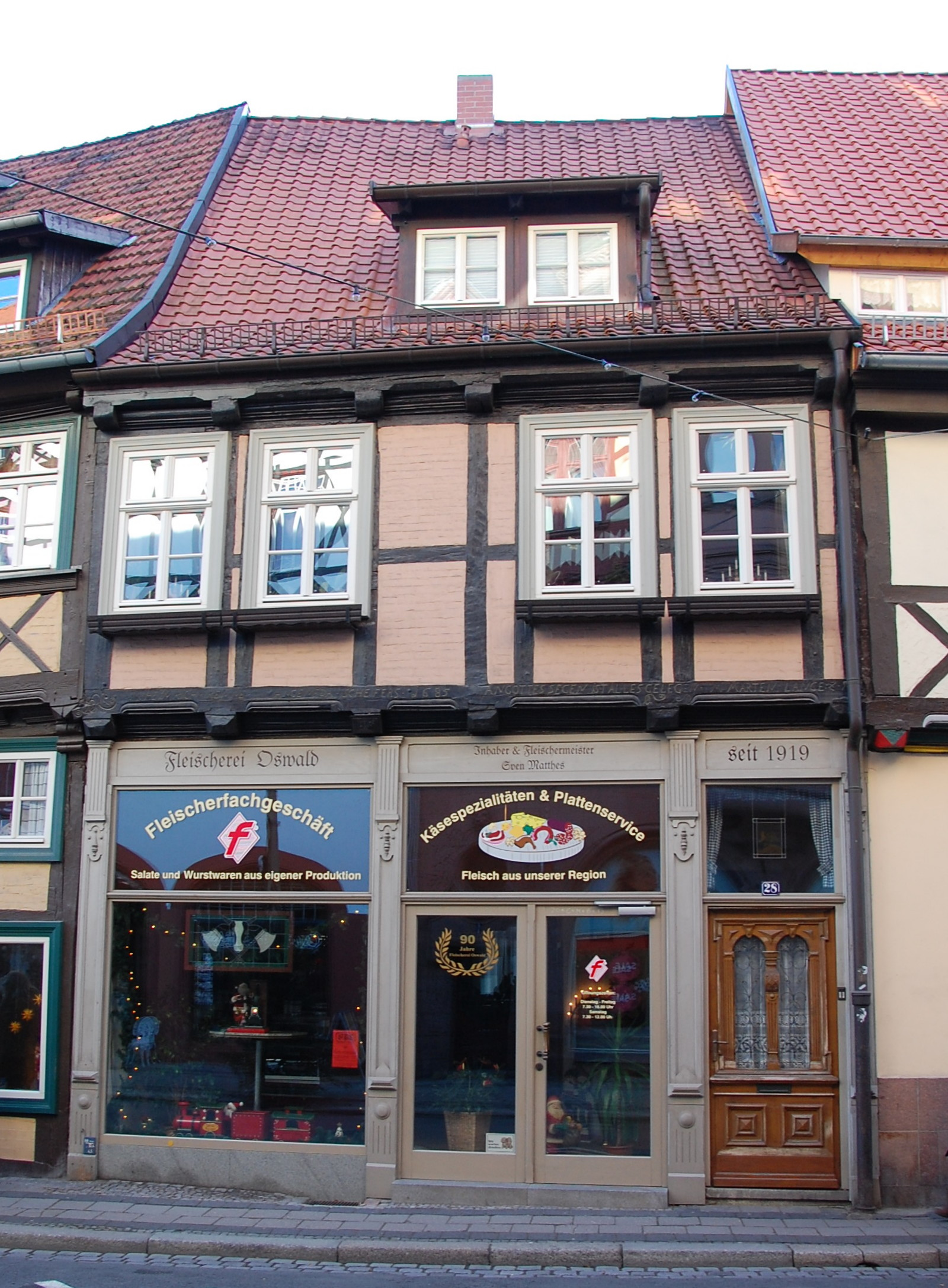
Haus Heiligegeiststraße 28

Das Haus Heiligegeiststraße 28 ist ein denkmalgeschütztes Gebäude in der Stadt Quedlinburg in Sachsen-Anhalt.

## Lage
Es liegt südlich der historischen Quedlinburger Altstadt auf der Südseite der Heiligegeiststraße. Im Quedlinburger Denkmalverzeichnis ist es als Wohnhaus eingetragen. Östlich grenzt das gleichfalls denkmalgeschützte Haus Heiligegeiststraße 27, westlich das Haus Heiligegeiststraße 29 an.

## Architektur und Geschichte
Das zweigeschossige Fachwerkhaus wurde im Jahr 1685 durch den Quedlinburger Zimmermeister Martin Lange gebaut. Auf ihn verweist eine am Haus befindliche Inschrift M.MARTEN LANGE Z.M. Bauherr war der Schmiedemeister Heinrich Renne. Die Fachwerkfassade ist mit Schiffskehle, profilierten Füllhölzern und Pyramidenbalkenköpfen verziert. In der Zeit um 1780 erfolgte ein Umbau, bei dem die Fenster im Obergeschoss vergrößert wurden. Um 1890 wurde im Erdgeschoss ein Ladengeschäft im Stil des Historismus eingefügt. Bemerkenswert ist die in gleicher Zeit entstandene Haustür im Stil der Neorenaissance.